# Krietes Wald (Im Holze)
Krietes Wald (Im Holze) ist ein Naturschutzgebiet im Stadtteil Osterholz der Stadtgemeinde Bremen.

## Allgemeines
Das Naturschutzgebiet ist circa 8,3 Hektar groß. Es ist im Naturschutzbuch der Stadtgemeinde Bremen unter der Nummer 20 eingetragen. Rund 6 Hektar sind als gleichnamiges FFH-Gebiet ausgewiesen. Das Gebiet steht seit dem 30. Mai 2015 unter Schutz (Datum der Verordnung: 26. Mai 2015). Zuständige Naturschutzbehörde ist die Senatorin für Umwelt, Klima und Wissenschaft.

## Beschreibung
Das Naturschutzgebiet liegt im Osten von Bremen zwischen der Hans-Bredow-Straße und dem Bahndamm der Güterumgehungsbahn Bremen der Bahnstrecke Wanne-Eickel–Hamburg. Es stellt ein kleines Waldgebiet, den namensgebenden „Krietes Wald“, sowie die östlich daran angrenzende Fläche und einen aus dem Wald kommenden, von Bäumen gesäumten Graben bis zur Julius-Faucher-Straße unter Schutz. Der Wald wird von einem Laubwald aus Buchen- und Eichen-Hainbuchenwald mit hohem Alt- und Totholzanteil geprägt. In der Krautschicht siedeln Behaarte Hainsimse, Zweiblättrige Schattenblume, Waldsauerklee und verschiedene Pilz- und Farnarten.
Der Wald ist Lebensraum des Eremits, der hier sein größtes bekanntes Vorkommen in Nordwestdeutschland hat, sowie zahlreicher weiterer, auf Alt- und Totholz angewiesene Käfer. Die alten Bäume bieten Dohle, Hohltaube, Grün- und Buntspecht sowie verschiedenen weiteren Singvögeln einen Lebensraum. Weiterhin sind hier sieben Fledermausarten heimisch, darunter Großer Abendsegler, Zwergfledermaus und Rauhautfledermaus.
Die Grünlandfläche zwischen Krietes Wald und dem Bahndamm wurde im Rahmen einer Kompensationsmaßnahme als Ausgleich für den Verlust eines Gehölzes im Zuge des 2013 fertiggestellten Baus der Mobilitätsdrehscheibe Mahndorf am Bahnhof Bremen-Mahndorf aufgeforstet. Entlang des Bahndamms wurde ein Weg mit einem Lehrpfad mit heimischen Bäumen angelegt. Nördlich und südlich des Naturschutzgebietes befinden sich Gewerbeflächen des Gewerbegebietes Bremer Kreuz.

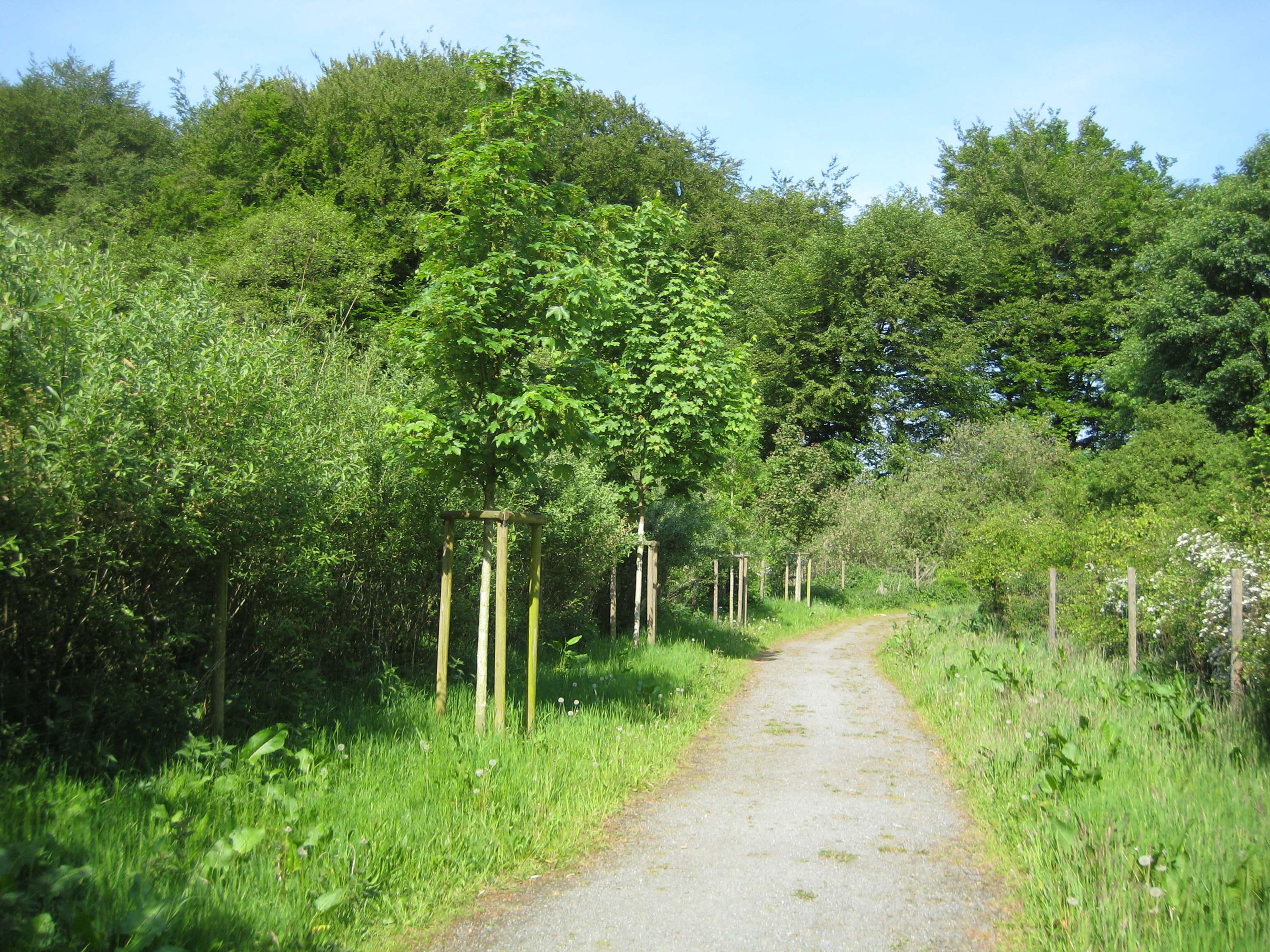
Baum-Lehrpfad entlang des Bahndamms
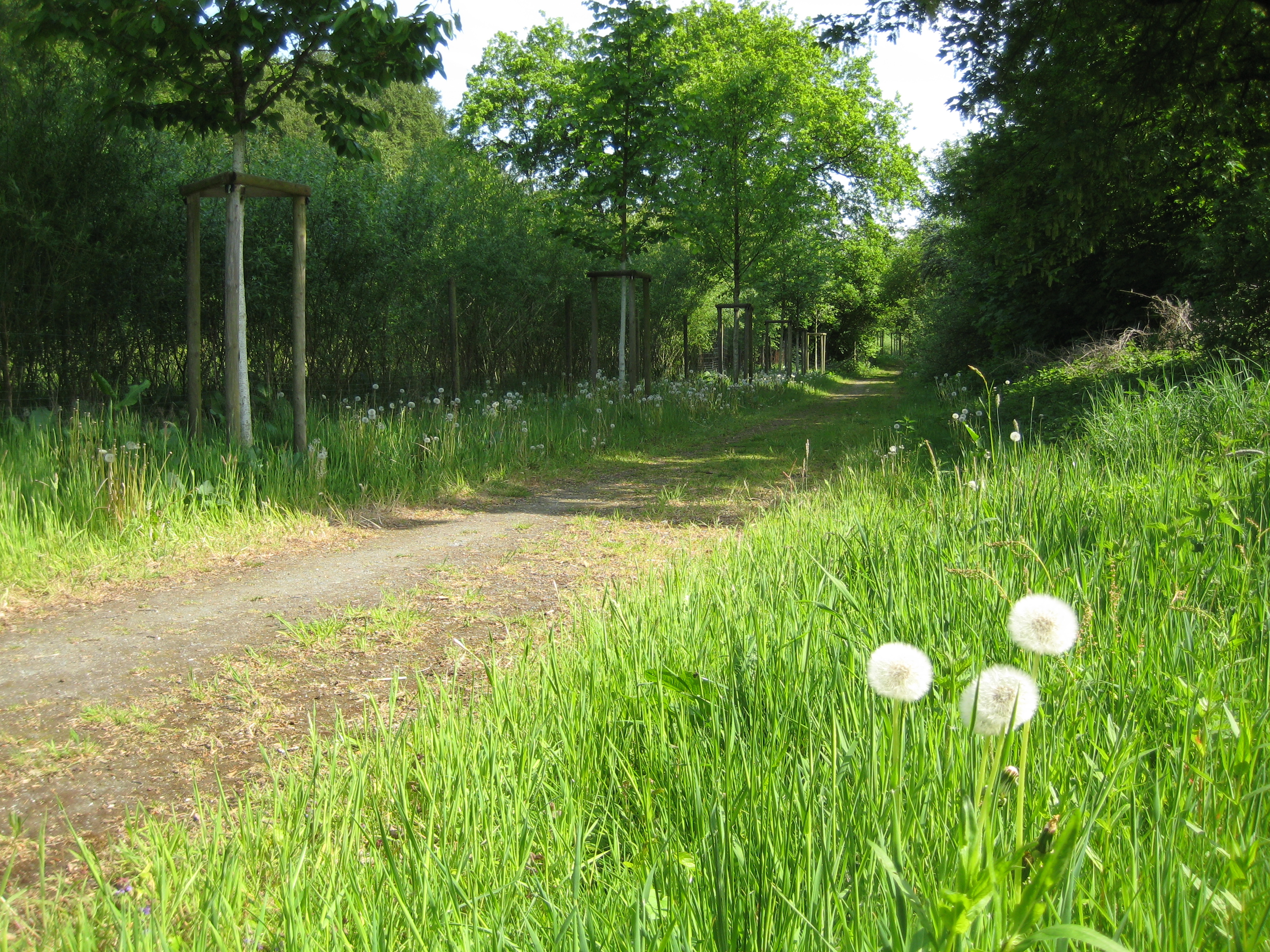
Baum-Lehrpfad